# Microgobius miraflorensis
Microgobius miraflorensis és una espècie de peix de la família dels gòbids i de l'ordre dels perciformes.

## Morfologia
Els mascles poden assolir els 5 cm de longitud total.

## Distribució geogràfica
Es troba des del Golf de Califòrnia fins a Colòmbia.